# Gabriele Smargiassi

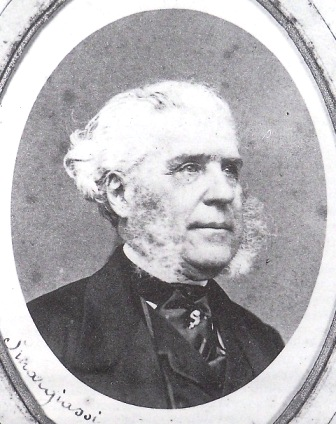
Gabriele Smargiassi

Gabriele Smargiassi (Vasto, 1798 – Napels, 12 mei 1882) was een kunstschilder in de Napolitaanse School, ook bekend als de School van Posillipo.

## Levensloop
Smargiassi groeide op in Vasto, in het koninkrijk Napels en Sicilië, het latere koninkrijk der Beide Siciliën. Als jongeman verhuisde hij van Vasto naar Napels om zich te scholen in de schilderkunst. Hij ging in de leer bij Giuseppe Cammarano en Antonie Sminck Pitloo. Het waren lesgevers aan de Koninklijke Academie voor Beeldende Kunst. De kleuren die hij koos, waren bleek en vol met licht. 
Van 1824 tot 1828 werkte hij in Rome, waar hij zich interesseerde in kunst uit de Klassieke Oudheid. 
Van 1828 tot 1837 werkte hij in Parijs. In Parijs leefde Smargiassi onder de bescherming van Marie Amélie van Bourbon-Sicilië, een Napolitaanse prinses die gehuwd was met koning Lodewijk Filips I van Frankrijk. Hij introduceerde de koningskinderen tot de schilderkunst. Tevens werden zijn werken voorgesteld aan Parijse kunstschilders.
In 1838 keerde Smargiassi naar Napels terug, want hij werd aan de Koninklijke Academie voor Beeldende Kunst benoemd tot docent Landschapsschildering. Deze benoeming bekwam hij door de openlijke steun van de graaf van Aquila. Naast landschappen schilderde Smargiassi onderwerpen uit de Klassieke Oudheid. Verschillende schilders uit de School van Posilippo waren zijn leerlingen. Wanneer de jonge Edgar Degas zijn grootvader in Napels bezocht, gaf Smargiassi ook aan hem les.

## Enkele werken

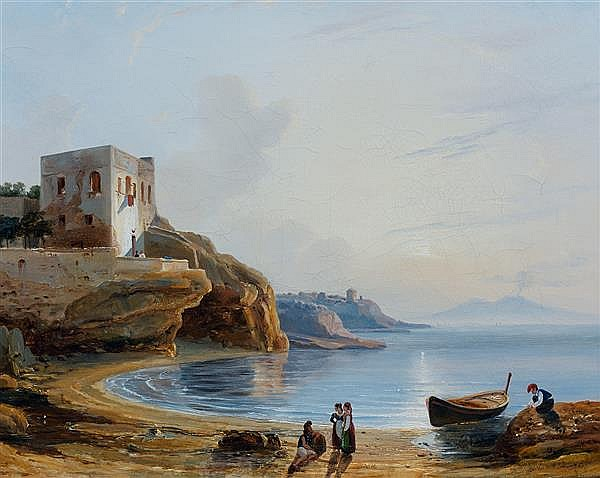
Zicht op de Baai van Napels, geschilderd in Parijs (1830)
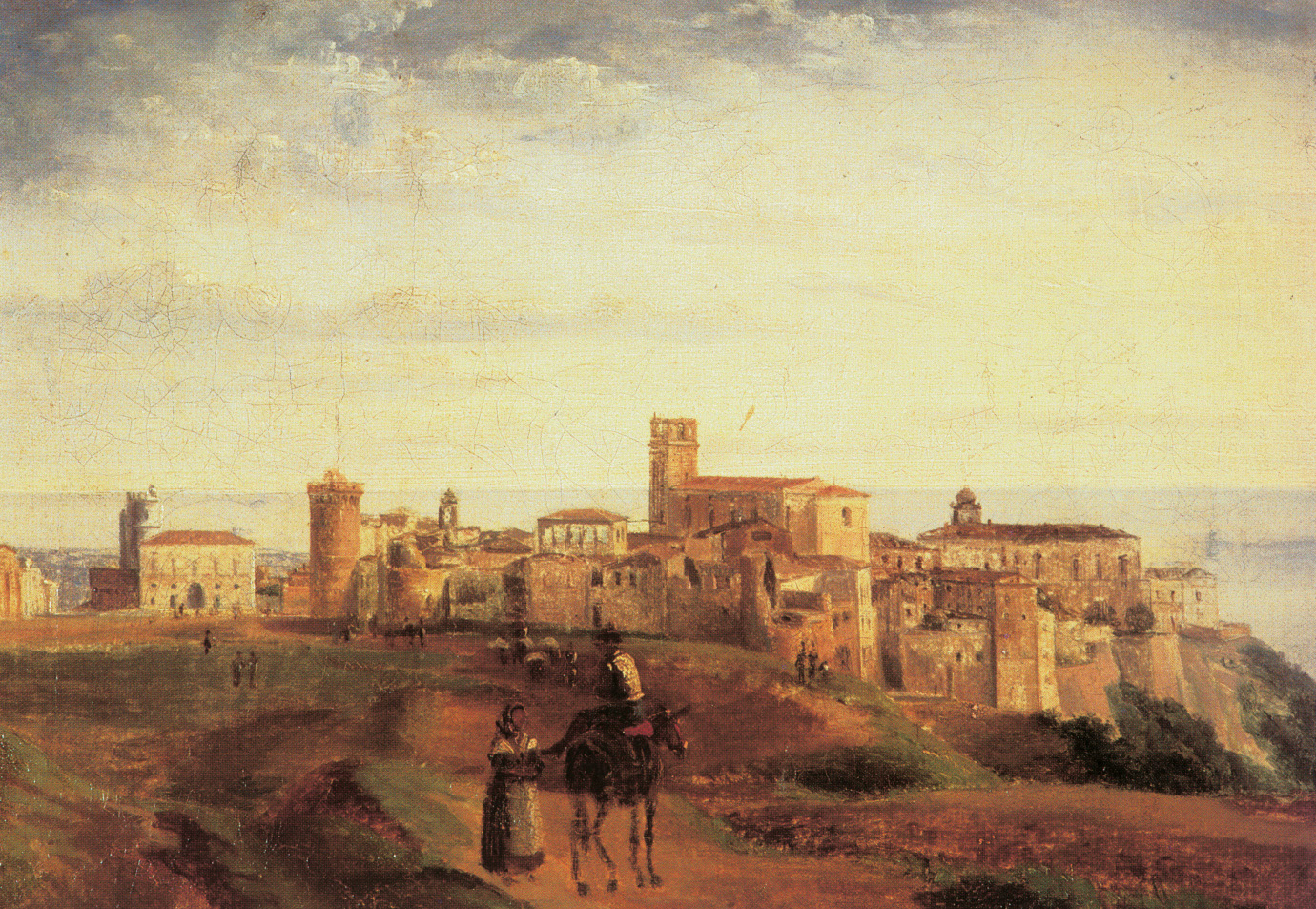
Zicht op Vasto, zijn geboortestad. Parijs, 1831
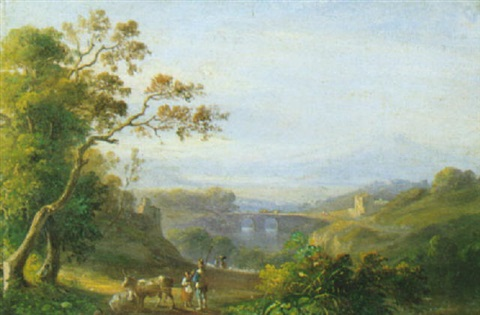
Landschap in Campanië. Napels, 1859